# 재난

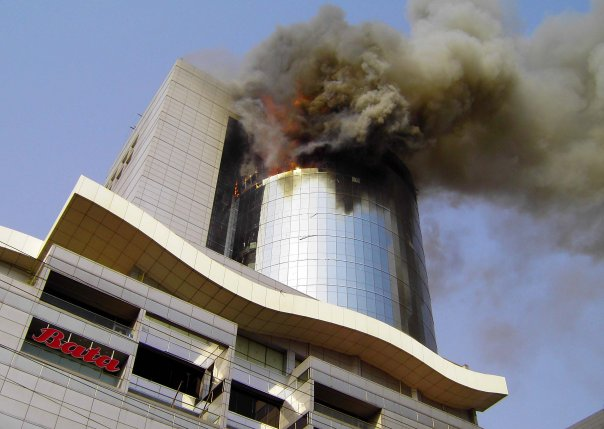
고층화재. 재난의 한 예

재해(災害, 영어: disaster)는 날씨 등의 자연현상의 변화, 또는 천재지변 또는 인위적인 사고로 인한, 재산의 피해를 말한다.
재해 가운데 자연현상과 관련된 천재지변을 좁은 의미의 재해(災害) 또는 재앙(災殃)이라고 부르기도 한다. 또한 사람의 실수 또는 부주의나 고의로 일어난 사고도 재난으로 보아 인재(人災, 인재 사고)라고 표현하기도 한다. 이러한 재해의 원인을 재난(災難)이라고 부른다.
다만 재해와 재난을 구분하지 않는 경우도 있다.

## 정의
재해는 다음과 같이 정의 및 분류된다.
1. 자연적 재난 : 태풍, 홍수, 호우(豪雨), 강풍, 풍랑, 해일(海溢), 대설, 한파, 낙뢰, 가뭄, 폭염, 지진, 황사(黃砂), 조류(藻類) 대발생, 조수(潮水), 화산활동, 소행성ㆍ유성체 등 자연우주물체]의 추락ㆍ충돌, 그 밖에 이에 준하는 자연현상으로 인하여 발생하는 재해
2. 사회적 재난 : 화재ㆍ붕괴ㆍ폭발ㆍ교통사고(항공사고 및 해상사고를 포함한다)ㆍ화생방사고ㆍ환경오염사고ㆍ 다중밀집사고 등으로 인하여 발생하는 대통령령으로 정하는 규모 이상의 피해와 에너지ㆍ통신ㆍ교통ㆍ금융ㆍ의료ㆍ상수도 등 국가기반체계](이하 "국가기반체계"라 한다)의 마비, 「감염병의 예방 및 관리에 관한 법률」에 따른 감염병 또는 「가축전염병예방법」에 따른 가축전염병의 확산, 「미세먼지 저감 및 관리에 관한 특별법」에 따른 미세먼지 등으로 인한 피해

## 같이 보기
- 사고
- 자연 재해
- 산업 재해
- 조기경보 시스템
- 업무 연속성 계획(BCP)
- 커뮤니티 비상대응팀(영어판) (CERT)
- 비상등
- 비상식량
- 생존주의(서바이벌리즘)
  - 서바이벌 스킬(영어판)
  - 서바이벌 키트(영어판)
  - 미니 서바이벌 키트(영어판)
  - 텐이센셜(영어판)
  - 버그 아웃백(영어판)
- 하이킹 이큅먼트(영어판)
- 허버트 윌리엄 하인리히(하인리히 법칙)
- 찰스 페로우(영어판)
  - 고신뢰 조직(영어판) (HRO)